# Saint-Aubin-d'Écrosville
Saint-Aubin-d'Écrosville és un municipi francès situat al departament de l'Eure i a la regió de Normandia. L'any 2007 tenia 635 habitants.

## Demografia

### Població
El 2007 la població de fet de Saint-Aubin-d'Écrosville era de 635 persones. Hi havia 240 famílies de les quals 52 eren unipersonals (16 homes vivint sols i 36 dones vivint soles), 80 parelles sense fills, 100 parelles amb fills i 8 famílies monoparentals amb fills.
La població ha evolucionat segons el següent gràfic:
Habitants censats

### Habitatges
El 2007 hi havia 282 habitatges, 246 eren l'habitatge principal de la família, 25 eren segones residències i 11 estaven desocupats. 271 eren cases i 11 eren apartaments. Dels 246 habitatges principals, 203 estaven ocupats pels seus propietaris, 34 estaven llogats i ocupats pels llogaters i 9 estaven cedits a títol gratuït; 1 tenia una cambra, 4 en tenien dues, 46 en tenien tres, 56 en tenien quatre i 139 en tenien cinc o més. 188 habitatges disposaven pel capbaix d'una plaça de pàrquing. A 101 habitatges hi havia un automòbil i a 132 n'hi havia dos o més.

### Piràmide de població
La piràmide de població per edats i sexe el 2009 era:
| Homes | Edats   | Dones |
| ----- | ------- | ----- |
| 0     | 95 o +  | 0     |
| 4     | 90 a 94 | 8     |
| 0     | 85 a 89 | 0     |
| 0     | 80 a 84 | 8     |
| 16    | 75 a 79 | 4     |
| 12    | 70 a 74 | 24    |
| 16    | 65 a 69 | 32    |
| 8     | 60 a 64 | 8     |
| 8     | 55 a 59 | 8     |
| 16    | 50 a 54 | 20    |
| 36    | 45 a 49 | 12    |
| 32    | 40 a 44 | 32    |
| 4     | 35 a 39 | 24    |
| 28    | 30 a 34 | 8     |
| 20    | 25 a 29 | 28    |
| 8     | 20 a 24 | 28    |
| 36    | 15 a 19 | 32    |
| 20    | 10 a 14 | 32    |
| 12    | 5 a 9   | 32    |
| 24    | 0 a 4   | 16    |

## Economia
El 2007 la població en edat de treballar era de 403 persones, 319 eren actives i 84 eren inactives. De les 319 persones actives 312 estaven ocupades (170 homes i 142 dones) i 7 estaven aturades (3 homes i 4 dones). De les 84 persones inactives 34 estaven jubilades, 25 estaven estudiant i 25 estaven classificades com a «altres inactius».

### Ingressos
El 2009 a Saint-Aubin-d'Écrosville hi havia 266 unitats fiscals que integraven 684 persones, la mediana anual d'ingressos fiscals per persona era de 20.659 €.

### Activitats econòmiques
Dels 22 establiments que hi havia el 2007, 1 era d'una empresa alimentària, 6 d'empreses de construcció, 1 d'una empresa de comerç i reparació d'automòbils, 1 d'una empresa d'hostatgeria i restauració, 2 d'empreses financeres, 2 d'empreses immobiliàries, 6 d'empreses de serveis, 1 d'una entitat de l'administració pública i 2 d'empreses classificades com a «altres activitats de serveis».
Dels 3 establiments de servei als particulars que hi havia el 2009, 1 era un paleta, 1 guixaire pintor i 1 electricista.
L'únic establiment comercial que hi havia el 2009 era una fleca.
L'any 2000 a Saint-Aubin-d'Écrosville hi havia 12 explotacions agrícoles.

## Equipaments sanitaris i escolars
El 2009 hi havia 1 escola maternal i 1 escola elemental integrada dins d'un grup escolar amb les comunes properes formant una escola dispersa.

## Poblacions més properes
El següent diagrama mostra les poblacions més properes.